# Ignacio Guerrico
Ignacio Guerrico (La Plata, 9 luglio 1998) è un calciatore argentino, difensore dell'Aldosivi.

## Caratteristiche tecniche
È un terzino sinistro.

## Carriera
Ha iniziato a giocare a calcio nell'ADIP nel Torneo Federal B del 2017, per poi passare al Villa San Carlos l'anno successivo. Con i biancoazzurri ha ottenuto la promozione in Primera B Metropolitana al termine della stagione 2018-2019, realizzando una rete nei play-off.
Rimasto svincolato, il 19 gennaio 2021 ha firmato con il Maribor, con cui ha debuttato il 13 marzo nell'incontro di Prva slovenska nogometna liga pareggiato 0-0 contro il NŠ Mura. Nell'estate seguente è passato in prestito al Tabor Sežana ed il 27 novembre ha segnato il suo primo gol professionistico nell'incontro perso 3-2 contro l'Aluminij. Nel mercato invernale del 2022 è rientrato al Maribor.
Il 18 gennaio 2024 è tornato in Argentina dove ha firmato un contratto con l'Aldosivi.

## Statistiche

### Presenze e reti nei club
Statistiche aggiornate al 6 febbraio 2025.
| Stagione                | Squadra                 | Campionato              | Campionato | Campionato | Coppe nazionali | Coppe nazionali | Coppe nazionali | Coppe continentali | Coppe continentali | Coppe continentali | Altre coppe | Altre coppe | Altre coppe | Totale | Totale | Totale |
| Stagione                | Squadra                 | Comp                    | Pres       | Reti       | Comp            | Pres            | Reti            | Comp               | Pres               | Reti               | Comp        | Pres        | Reti        | Pres   | Reti   |        |
| ----------------------- | ----------------------- | ----------------------- | ---------- | ---------- | --------------- | --------------- | --------------- | ------------------ | ------------------ | ------------------ | ----------- | ----------- | ----------- | ------ | ------ | ------ |
| 2017                    | ADIP                    | TFB                     | 1          | 0          |                 | -               | -               | -                  | -                  | -                  | -           | -           | -           | 1      | 0      |        |
| 2018-2019               | Villa San Carlos        | PCM                     | 12+4       | 0+1        | CA              | 0               | 0               | -                  | -                  | -                  | -           | -           | -           | 16     | 1      |        |
| 2019-2020               | Villa San Carlos        | PBM                     | 25         | 0          | CA              | 0               | 0               | -                  | -                  | -                  | -           | -           | -           | 25     | 0      |        |
| Totale Villa San Carlos | Totale Villa San Carlos | Totale Villa San Carlos | 41         | 1          |                 | 0               | 0               |                    | -                  | -                  |             | -           | -           | 41     | 1      |        |
| gen.-giu. 2021          | Maribor                 | 1.SNL                   | 3          | 0          | CS              | 0               | 0               | -                  | -                  | -                  | -           | -           | -           | 3      | 0      |        |
| 2021-gen. 2022          | Tabor Sežana            | 1.SNL                   | 9          | 1          | CS              | 0               | 0               | -                  | -                  | -                  | -           | -           | -           | 9      | 1      |        |
| gen.-giu. 2022          | Maribor                 | 1.SNL                   | 6          | 0          | CS              | 0               | 0               | -                  | -                  | -                  | -           | -           | -           | 6      | 0      |        |
| 2022-2023               | Maribor                 | 1.SNL                   | 28         | 0          | CS              | 5               | 0               | UCL+UEL+UECL       | 4+1+0              | 0                  | -           | -           | -           | 43     | 0      |        |
| 2023-2024               | Maribor                 | 1.SNL                   | 11         | 0          | CS              | 1               | 0               | -                  | -                  | -                  | -           | -           | -           | 12     | 0      |        |
| Totale Maribor          | Totale Maribor          | Totale Maribor          | 48         | 0          |                 | 6               | 0               |                    | 5                  | 0                  |             | -           | -           | 59     | 0      |        |
| 2024                    | Aldosivi                | PBN                     | 32         | 0          | CA              | 0               | 0               | -                  | -                  | -                  | -           | -           | -           | 32     | 0      |        |
| 2025                    | Aldosivi                | PD                      | 4          | 0          | CA              | 0               | 0               |                    | -                  | -                  |             | -           | -           | 4      | 0      |        |
| Totale carriera         | Totale carriera         | Totale carriera         | 135        | 2          |                 | 6               | 0               |                    | 5                  | 0                  |             | -           | -           | 146    | 2      |        |

## Palmarès

### Club

#### Competizioni nazionali
- Campionato sloveno: 1

Maribor: 2021-2022
- Primera B Nacional: 1

Aldosivi: 2024